# قسم انغوت الشرقي الريفي (مقاطعة غرمي)
قسم انغوت الشرقي الريفي (بالفارسية: دهستان انگوت شرقی) هي منطقة سكنية تقع في ناحية أنغوت في إيران. يقدر عدد سكانها بـ 9,532 نسمة .